# Narciso Alonso Cortés
Narciso Alonso Cortés (Valladolid, 11 marzo 1875 – Valladolid, 19 maggio 1972) è stato un saggista spagnolo.

## Opere
- Romances populares de Castilla (1906)
- Elementos de preceptiva literaria (1907)
- Juan Martínez Villergas, Bosquejo biográfico-crítico (1913)
- Casos cervantinos que tocan a Valladolid (1916)
- Cervantes en Valladolid (1918)
- El falso "Quijote" y Fray Cristóbal de Fonseca (1920)
- Jornadas: artículos varios (1920)
- Fábulas castellanas (1923)
- Representaciones populares (1924)
- El teatro de Valladolid desde los siglos XVI al XVIII (1925)
- Ejercicios de gramática castellana (1932)
- Bosquejo de historia general de la literatura (1941)
- Espronceda: ilustraciones biográficas y críticas. (En su centenario) (1942)
- Las cien mejores poesías del siglo XIX (1942)
- Peligros de villancicos de los siglos XVII, XVIII y XIX (1943)
- Historia de la literatura española (1930)
- Los cofrades de Santa María de Esgueva (1940)
- El teatro de Valladolid durante el siglo XIX (1947)
- Ensayos sobre literatura regional castellana (póstumo, 1985)
- Miscelánea Vallisoletana (1955)